# Scincus hemprichii
Scincus hemprichii es una especie de escincomorfos de la familia Scincidae.

## Distribución geográfica yhábitat
Es endémica de las dunas del oeste del Yemen y del sudoeste de Arabia Saudita.